# برشاويات
البرشاويات أو الفرساوسيات (بالإنجليزية: Perseids)‏ هي زخات كثيفة من الشُهُب تبلغ ذروتها في 12 أغسطس من كل عام، حيث يمكن رؤيتها بالعين المجردة، دون الحاجة إلى استخدام تلسكوبات أو أدوات للرصد. ويُعتبر المذنب سويفت تتل والذي اكتُشف عام 1862 هو مصدر هذه الشُهُب. سُميت بهذا الاسم نسبةً إلى كوكبة فرساوس أو برشاوس «حامل رأس الغول»، والتي تظهر وكأنها منبعثة منها.

## تشكّلها وفترة نشاطها

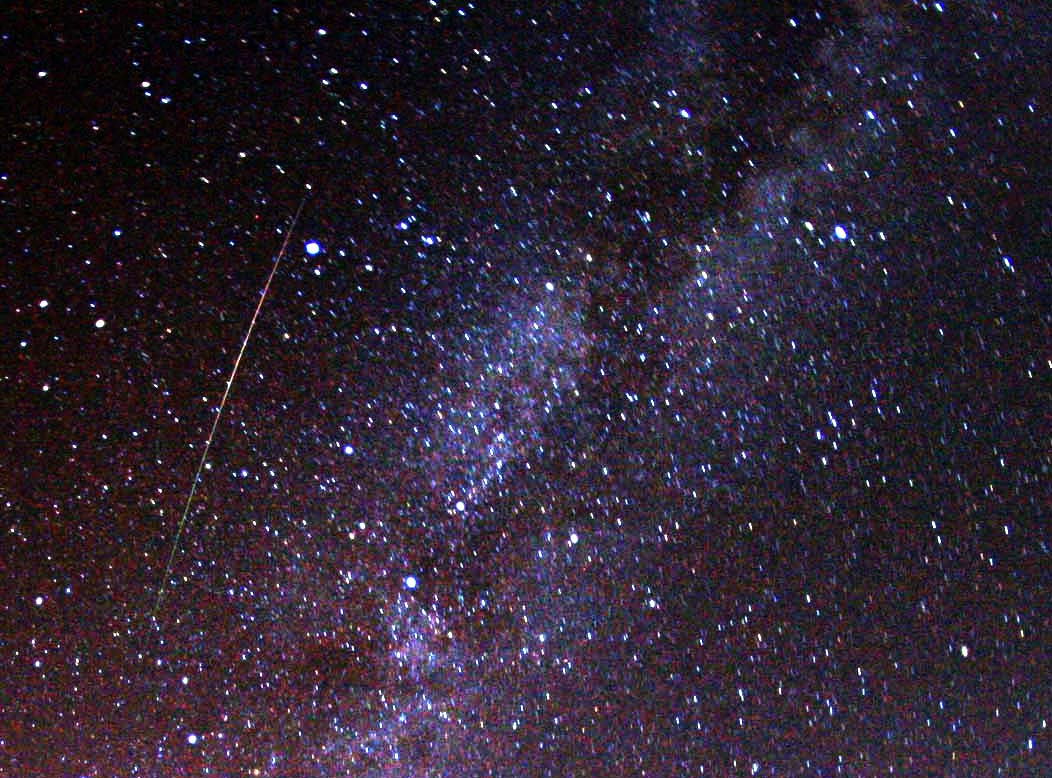
أحد شهب البرشاويات الطويلة، يخترق السماء إلى اليسار من درب التبانة، 2009

أثناء مرور المذنب «سويفت-تتل» بالأرض في دورته حول الشمس مرة كل 133 سنة، يترك حطامًا في مساره والذي يخترق الغلاف الجوي مسببًا «الهطل الشهابي» أو «الأمطار الشهابية»، وهي نهر متصل من بقايا جزيئات المذنب التي تشكل مساره، ويصل عرض هذا المسار ما يقرب من 120 كم.
يبدأ نشاط شهب البرشاويات في الفترة من 17 يوليو حتى 24 أغسطس، لكن ذروة النشاط تبلغ أقصاها في 12 أغسطس، وممكن رصدها لمدة ثلاث ليالي تقريبًا قبل وبعد ليلة الذروة. ويمكن رصد هذه الشهب بمعدل 1- 2 شهاب في كل دقيقة وفي أفضل الحالات بمعدل 90 - 100 شهاب في الساعة، وبمعدل سرعة ما بين 12 إلى 72 كم في الثانية الواحدة.